# Lois Diéguez
Lois Diéguez (Monforte de Lemos, 17 aprile 1944) è uno scrittore e poeta spagnolo.

## Biografia
Era lo studente di Manuel María. Studiò ingegneria topografica a Madrid e lavorò nel consiglio comunale di Lugo. Militante della Unión do Povo Galego, fu uno dei fondatori e portavoce di AN-PG e membro del BNPG nel Parlamento della Galizia (1981-1985). Membro dell'Associazione degli scrittori in lingua galiziana. La sua poesia, Eu son a voz do pobo (Io sono la voce della gente), è diventata una delle canzoni emblematiche del gruppo Voces Ceibes. Appartiene al collettivo Círculos Líticos, integrato, tra gli altri, da Antón Fortes Torres e Isidro Novo.

## Opere

### Poesia
- Albre de espranza, 1966, Xistral.
- Canciós pra un agromar branco e azul, 1968, Xistral.
- O ferro dos días, 1982, Xistral.
- Ónfalos, 2001, Espiral Maior.

### Narrativa
- A torre de Babel, 1968, Galaxia, novela.
- O tempo sen saída, 1972, Editorial Castrelos, novela.
- Galou Z-28, 1976, Xistral, novela.
- A canción do vagamundo, 1987, Sotelo Blanco, novela.
- Monólogos no espello, 1992, Laiovento, relatos.
- Tres sombras góticas e unha rosa, 1995, Espiral Maior.
- Henriqueta na galeria, 1997, Edicións do Cumio.
- Viaxes ás terras encantadas de Lemos, 1999, A Nosa Terra, narrativa de viaxes.
- A casa de Galiaz, 2003, Biblos Clube de Lectores.
- O canto do Muecín, 2007, A Nosa Terra.
- A poutada do Oso, 2011, Laiovento.

### Letteratura giovanile
- Artusa, 1989, Edicións do Cumio, narrativa.

### Saggi
- Lugo, a cidade dos tesouros encantados, 2014, Engaiolarte.
- Peregrinaxes, viaxando con Manuel María, 2016. Libro-DVD.

### Opere collettive
- Os novísimos da poesía galega, 1973, Akal.
- Os escritores lucenses arredor de Ánxel Fole, 1986, Concello de Lugo.
- 12 anos na búsqueda da nosa identidade, 1990.
- Desde mil novecentos trinta e seis: homenaxe da poesía e da plástica galega aos que loitaron pola liberdade, 1995, Edicións do Castro.
- Novo do trinque, 1997, BNG, relato.
- Manuel María, 2001, Ophiusa.
- Palabras con fondo: un compromiso dos escritores de Galicia coa cooperación e a solidariedade internacional, 2001, Fondo Galego de Cooperación e Solidariedade.
- Poemas e contos da muralla, 2001, A Nosa Terra.
- Longa lingua, 2002, Xerais.
- Alma de beiramar, 2003, Asociación de Escritores en Lingua Galega.
- Intifada. Ofrenda dos poetas galegos a Palestina, 2003, Fundación Araguaney, poesía.
- Narradio. 56 historias no ar, 2003, Xerais, narrativa.
- Negra sombra. Intervención poética contra a marea negra, 2003, Espiral Maior.
- Uxío Novoneyra. A emoción da Terra, 2004, Asociación de Escritores en Lingua Galega.
- A Coruña á luz das letras, 2008, Trifolium.
- Actas do Congreso Manuel María. Literatura e Nación, 2009, Fundación Manuel María.
- Moncho Reboiras. O nacionalismo galego nos anos 70, 2009, Fundación Bautista Álvarez.
- En defensa do poleiro, 2010, Toxosoutos.
- Xosé Chao Rego: renacer galego. (Actas do Simposio-Homenaxe), 2010, Fundación Bautista Álvarez de Estudos Nacionalistas.
- Premios Terras de Chamoso (2007-2009), 2011, Asociación Cultural Arumes do Corgo.
- Banqueiros, 2012, Laiovento.
- Cartafol de soños, homenaxe a Celso Emilio Ferreiro no seu centenario (1912-2012), 2012.
- A cidade na poesía galega do século XXI, 2012, Toxosoutos.
- 150 Cantares para Rosalía de Castro (2015, libro electrónico).
- Os aforismos do riso futurista, 2016, Xerais.

## Premi
- Premio de novela da Casa de Galicia di Bilbao nel 1975 per Galou Z-28.
- Premio Blanco Amor nel 1986 per A canción do vagamundo.